# Perlesta bolukta
Perlesta bolukta és una espècie d'insecte plecòpter pertanyent a la família dels pèrlids.

## Distribució geogràfica
Es troba a Nord-amèrica: Missouri, Texas i Oklahoma.